# رمال النسيان (فلم)
رمال النسيان (بالإنجليزية: Sands of Oblivion) هو فيلم فنتازيا تم إنتاجه في الولايات المتحدة وصدر في سنة 2007.

## بطولة
- مورينا باكارين
- آدم بالدوين
- ريتشارد كيند
- دان كاستلانيتا

## وصلات خارجية
- مقالات تستعمل روابط فنية بلا صلة مع ويكي بيانات

1. ↑  "معلومات عن رمال النسيان (فيلم) على موقع ssl.ofdb.de". ssl.ofdb.de. مؤرشف من الأصل في 2020-03-12.
2. ↑  "معلومات عن رمال النسيان (فيلم) على موقع imdb.com". imdb.com. مؤرشف من الأصل في 2019-06-29.
3. ↑  "معلومات عن رمال النسيان (فيلم) على موقع allmovie.com". allmovie.com. مؤرشف من الأصل في 2020-01-25.